# Lycée Victor-Hugo (Marrakech)
 (janvier 2016).
Si vous disposez d'ouvrages ou d'articles de référence ou si vous connaissez des sites web de qualité traitant du thème abordé ici, merci de compléter l'article en donnant les références utiles à sa vérifiabilité et en les liant à la section « Notes et références ».
Pour les articles homonymes, voir Lycée Victor-Hugo.
Le lycée Victor-Hugo de Marrakech (Maroc) est un établissement d'enseignement secondaire français de l'Agence pour l'enseignement français à l'étranger (AEFE). 
Fondé sous sa forme actuelle en 1962 au sein de la mission culturelle française au Maroc. En 2022, l'établissement accueille environ 2050 élèves (écoliers, collégiens et lycéens). L’école primaire Auguste-Renoir qui lui est rattachée dans le cadre d'une cité scolaire compte quelque 800 élèves.

## Histoire
Durant les premières années de la période du protectorat, la France construisit le long de la route de la Targa un vaste complexe militaire. Niché au pied du mont Gueliz, il avait pour vocation première de consolider la présence militaire française dans la région du Haouz. Quelques années plus tard, le quartier Lamy (situé à l'extrémité orientale du complexe) fut transformé en lycée. Cette ébauche de ce que sera le lycée Victor-Hugo « moderne » comprenait 4 bâtiments principaux jouxtant la cour centrale ainsi que deux bâtiments donnant sur la rue qui n'étaient ni plus ni moins que des dortoirs. Au fil des années, l'évolution du lycée imposa la construction de nombreux bâtiments annexes tels que les cuisines ou le réfectoire. Au lendemain du retour triomphal du roi Mohammed V de Madagascar, le Maroc déclare son indépendance. À la suite d'un ultimatum lancé par les autorités marocaines, l'ensemble des établissements primaires et secondaires construits sur terrain marocain ont été rétrocédés au ministère marocain de l’Instruction publique. C'est ainsi que voit le jour le lycée Victor-Hugo tel qu'il existe aujourd'hui. 
Dès les premières années du fonctionnement de l'établissement, un certain nombre de mesures structurelles sont adoptées. L'établissement est embelli et troque son aspect quelque peu spartiate hérité de l'ère du protectorat contre de larges plantations d'eucalyptus mêlées de faux-poivriers et d’hibiscus. Au milieu des années 1960, l'établissement (comprenant collège et lycée) ainsi que l’école Auguste-Renoir connaissent un véritable âge d'or. Le nombre d'élèves atteint les 1300 et l'internat doit s'accommoder de nombreux travaux destinés à intégrer chaque année de nouveaux élèves. Néanmoins, le début de la décennie suivante voit un départ progressif mais conséquent d'expatriés vers la France. À la manière de tous les lycées français au Maroc, une nouvelle politique se dessine : l'intégration lente mais continue de populations locales. Dès lors, l'établissement s'enracine durablement dans le tissu social local et se dote d'une réputation d'établissement de qualité. Cependant, les frais de scolarité demeurant prohibitifs pour une majorité de Marrakchis, il s'opère une véritable sélection d'ordre économique à l'entrée du lycée. Parallèlement, l'établissement ainsi que l’école Auguste-Renoir organise des tests d'entrée destinés à doubler la sélection économique d'une sélection basée sur le mérite. Plus récemment, l'engouement international pour la ville de Marrakech a entrainé un afflux massif d'expatriés français mais également d'origines diverses. Ainsi, le taux d'étrangers (Français et autres) fréquentant l'établissement est passé de 27 % en 2000 à 52 % en 2007. En marge de ce phénomène, l'enrichissement d'une frange non négligeable de la population de Marrakech a entraîné un accroissement des demandes d'inscription en primaire ainsi qu'en secondaire. Pour répondre à ce phénomène, une école de l’OSUI (Office scolaire et universitaire international, affilié au réseau de la Mission laïque française ou MLF) ouvre ses portes en 2004.
À l'heure actuelle, l'établissement (collège et lycée) comporte 5 bâtiments principaux : les bâtiments A, B, C, D et S.
- Au sein du bâtiment A se trouvent les salles de cours des élèves lycéens mais également les salles de musique et d'arts-plastiques de l'établissement.
- Le bâtiment B quant à lui comporte en son sein les salles de cours des élèves collégiens.
- Dans le bâtiment C se trouvent les salles de classe des élèves de classes élémentaires, ses salles peuvent parfois également être utilisées comme des salles complémentaires pour les élèves des autres niveaux.
- Au sein du bâtiment S enfin sont dispensées les disciplines scientifiques tel que les SVT, la physique-chimie, la technologie et la SNT (Sciences Numériques et Technologiques, en classe de seconde). À noter que le lycée possède une collection taxidermique (Stockée en partie le bâtiment A) non négligeable composée exclusivement d'animaux locaux (fennecs du désert, buses...).
- Le bâtiment D quant à lui a un statut indéterminé et semble désaffecté depuis longtemps.

Durant les années scolaires 2020-2021 et 2021-2022, l'attribution des salles fut extrêmement réformée, en stabilisant les lycéens au bâtiment A et les collégiens au bâtiment B, ce qui avant ne se faisait pas. Chaque classe avait une salle de cours qui lui était attitré ce qui entrainait le déplacement des professeurs de salle en salle entre chaque cour mais qui réduisait massivement les déplacements des élèves dans l'établissement. Depuis la rentrée 2022, le lycée est revenu au système archaïque d'avant 2020 qui consiste à attirer à la classe une salle par cour et par heure ce qui cause généralement le déplacement massif de salle en salle des élèves entre chaque heure. La seule différence avec le système d'avant 2020 est que les lycéens sont toujours stabilisés au bâtiment A et les collégiens au bâtiment B. 
Les infrastructures sportives sont quant à elles situées dans l'aile nord de l'établissement. Le gymnase fut construit il y a peu, offrant alors une salle de gymnastique, des vestiaires et un grand espace couvert comprenant des paniers de basket, des filets de volley-ball et des buts de handball. L'établissement dispose d'une piste sportive de 250 m de circonférence, un terrain de football gazonné d'un peu plus de 2 700 m2, 4 terrains de basketball, 2 terrains de handball, 6 terrains de badminton, 4 terrains de volleyball et une piscine d'un peu moins de 250 m2 .
En outre, l'établissement dispose d'un centre de documentation et d'information (CDI), où sont proposés quelque 3 000 romans ainsi que 4 000 documents, ainsi qu'une cafétéria, ouverte au cours de l'année 2001, équipée du Wi-Fi (accessible aux lycéens). Il dispose aussi d'une salle polyvalente où ont lieu diverses activités (devoirs sur table, manifestations culturelles, activités extra-scolaires ...).

## Direction actuelle
- Proviseur : Chantal LEVY
- Proviseur adjoint : Lionel Gasc
- Directeur administratif et financier / Agent comptable : Jean-Louis Pesenti
- Conseillère principale d'éducation pour le collège : Naima Anouar[1]
- Conseiller principal d'éducation pour le lycée : Yannick Charton[1]

## Liste des proviseurs
- Henri Rossard (a organisé le transfert de l'ancien lycée Mangin [lycée Ibn Abbad], qu'il dirigeait, au nouveau lycée Victor-Hugo ouvert en 1961)
- Robert Caverivière (1962-1972)[2] (né le 13 août 1936 au Maroc, mort le 22 avril 2015 à Villejuif)[3]
- M. Gex (1973-
- M. Guéguen (1991-
- M. Schwab
- M. Berry
- Luc Morisot
- François Liot (2005-2009), ancien proviseur du lycée franco-libanais Alphonse-de-Lamartine de Tripoli (Liban), ultérieurement proviseur du lycée Raynouard de Brignoles et du lycée Vauvenargues d'Aix-en-Provence
- Mme Patricia Roman, ultérieurement proviseur du Grand Lycée franco-libanais
- Hervé Magot (2015-2019), ancien proviseur des lycées français de Barcelone et de Pékin
- Serge Faure (depuis 2019), ancien proviseur des lycées français de Prague, Valence et Lisbonne

## Matières enseignées
Matières générales
- Français
- Mathématiques
- Histoire-géographie
- Sciences de la vie et de la Terre (SVT)
- Technologie (premier cycle uniquement)
- Physique-chimie (à partir de la 5e)
- Musique (premier cycle uniquement)
- Arts plastiques (premier cycle uniquement)
- Philosophie (second cycle uniquement)
- Éducation physique et sportive (EPS)
- Sciences numériques et technologiques (SNT) obligatoire en seconde
- Sciences économiques et sociales (SES) obligatoire en seconde

Langues vivantes
- Arabe (soit en OIB à partir de la seconde, ou en LV1 ou encore en LCA)
- Anglais
- Littérature anglaise (section littéraire)
- Espagnol en LVB dès la 5ème
- Chinois mandarin en LVB dès la 5ème
- Italien en LVB dès la 5ème

Options facultatives
- Latin (à partir de 5e)
- Espagnol (en 4e pour les sections « collège » et pour les sections « internationales » en enlevant l'anglais)
- Management et gestion (à partir de la seconde)
- Théâtre (à partir de la seconde)
- Espagnol LV3 (pour les SI et OIB, à partir de la seconde
- Chinois LVC
- Italien LVC
- Japonais LVC

## Enseignants connus
- Camille Laurens, écrivain

## Élèves connus
- Leila Alaoui, photographe et vidéaste franco-marocaine[4].

- Élisabeth Guigou, femme politique française[5].
- Nadia Yassine, femme politique marocaine[6].
- Moulay Hafid Elalamy, entrepreneur, et ancien ministre marocain
- Zamdane, rappeur.